# Meteren Becque

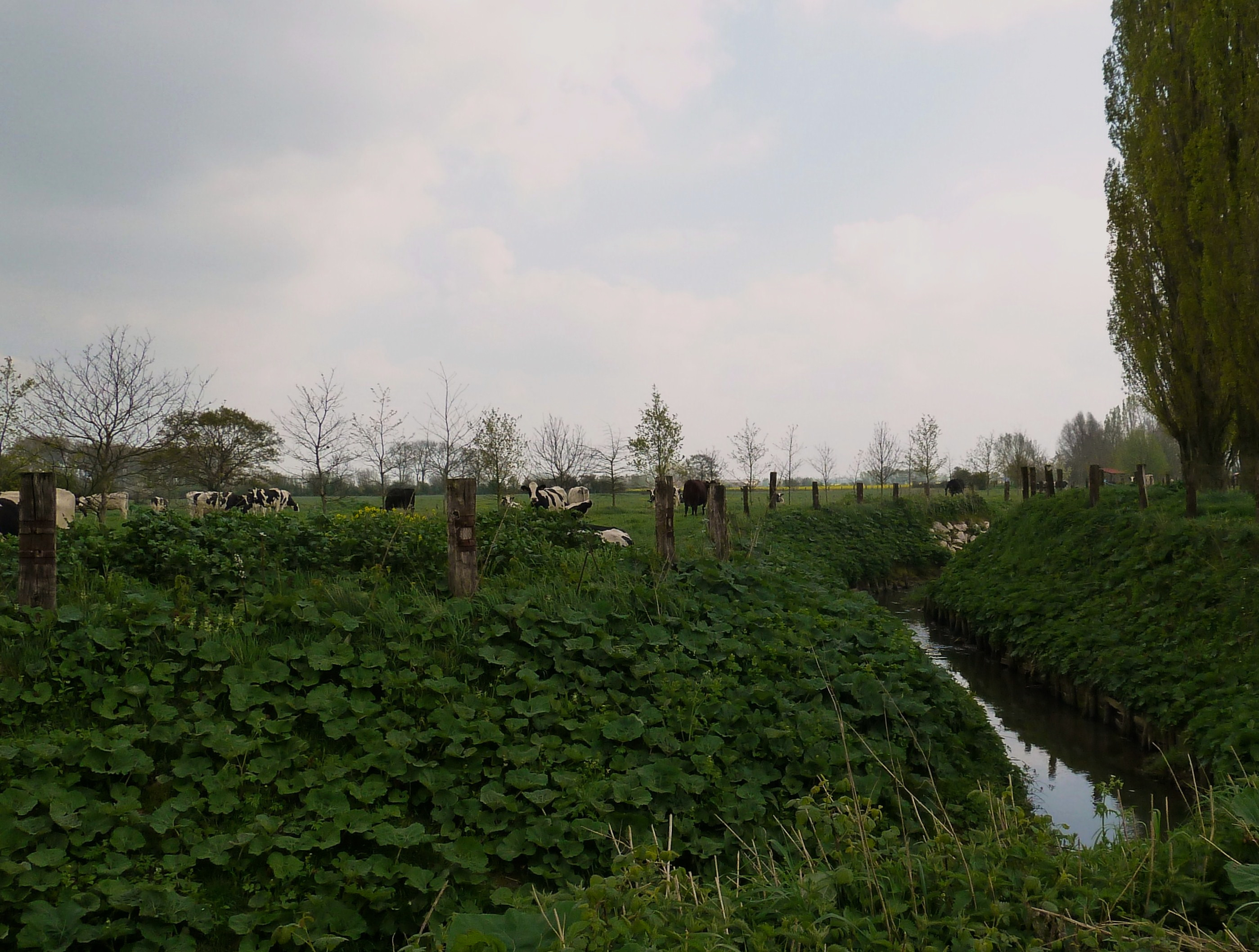
La Meteren becque sur le Circuit d’Outtersteene (Bailleul-Nord)

La Meteren Becque est un cours d'eau, affluent de la Lys et qui prend sa source au niveau du mont des Cats voir "Géo Katsberg" ref: dans les Flandres
Elle traverse les communes de Vieux-Berquin, Méteren, Merris, Bailleul, Le Doulieu et Estaires et se jette dans la Lys au pont d'Estaires